# Thedinghausen

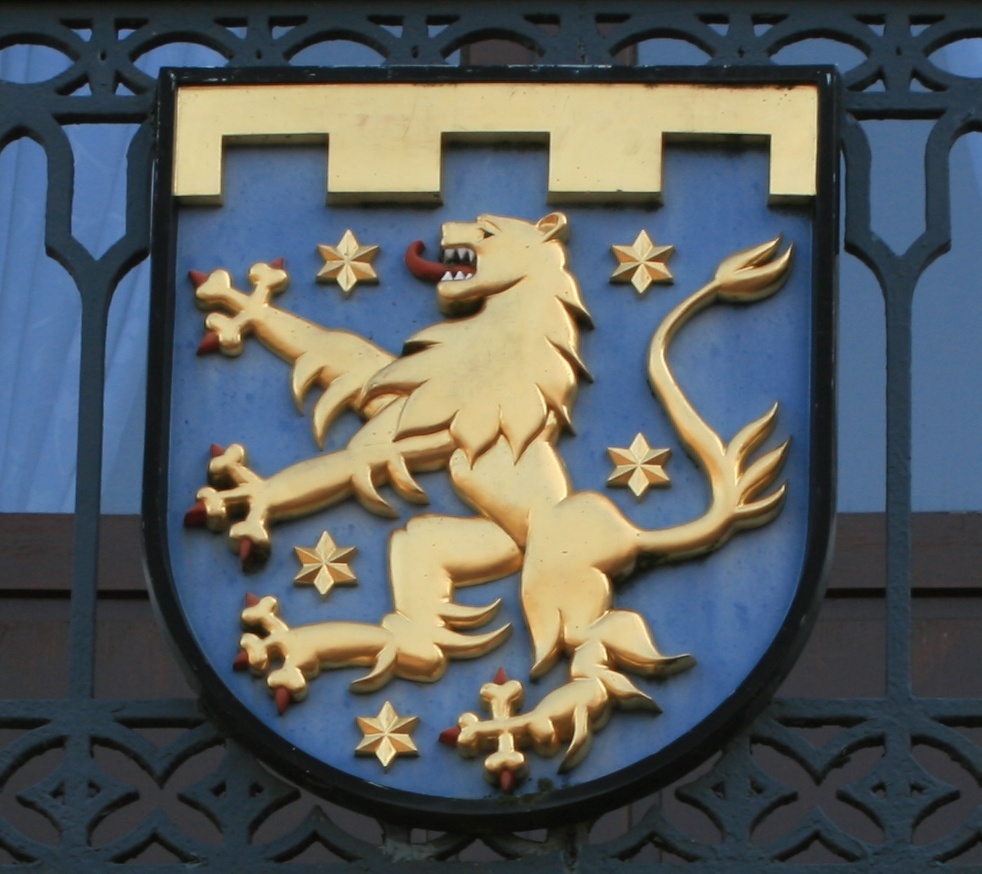
Gemeentewapen aan het balkon van het raadhuis

Thedinghausen is een gemeente in de Duitse deelstaat Nedersaksen. De gemeente maakt deel uit van de Samtgemeinde Thedinghausen in het Landkreis Verden. Thedinghausen telt 8.130 inwoners.

## Plaatsen in de gemeente Thedinghausen
- Donnerstedt (in de landerijen ten westen van Thedinghausen)
- Dibbersen (ten noorden van Donnerstedt) met ten westen daarvan de herenboerderij Oenigstedt
- Horstedt (een zeer afgelegen gehucht aan de Wezer ten noorden van Dibbersen)
- Thedinghausen (zetel van het gemeentebestuur)
- Eißel (ten noorden van Thedinghausen)
- Holtorf
- Werder (ten noorden van Holtorf, aan de weg naar Achim)
- Lunsen
- Ahsen-Oetzen
- Beppen (ten zuiden van Ahsen-Oetzen)
- Morsum
- Wulmstorf

De vet gedrukte plaatsen liggen (van west naar oost gerangschikt) aan de provinciale weg van Syke via Emtinghausen en Thedinghausen naar Blender en Verden.

## Ligging, verkeer, vervoer

### Ligging, wegverkeer
Thedinghausen ligt in vlak laagland (zeven meter boven de zeespiegel) in een plattelandsregio aan de zuidoever van de Wezer halverwege Syke en Verden, aan een bochtige provinciale weg tussen die beide plaatsen. Van Lunsen loopt een weg noordwaarts, de Wezer over, naar Achim (5 km). Vanuit Achim (afrit 23 of 24) bereikt men over de Autobahn A27 snel het Bremer Kreuz met Autobahn A1 en verder westelijk de stad Bremen.

### Openbaar vervoer
Thedinghausen is per lijnbus te bereiken vanuit Achim, het busstation (ZOB) te Verden en het busstation bij Bremen Hauptbahnhof. Buiten de ochtendspits en het tijdstip, waarop in de namiddag de scholen uitgaan, is de frequentie van deze bussen zeer beperkt, omdat veel bussen specifiek rijden voor scholierenvervoer.
Thedinghausen is begin- en eindpunt van een spoorlijntje naar Kirchweyhe, gemeente Weyhe en de zuidelijke voorsteden van Bremen. Dit lijntje zal vanaf ongeveer 2025 tussen Leeste, gemeente Weyhe en Bremen als tramlijn 8 door de BSAG worden gebruikt. Het traject Thedinghausen-Leeste is soms voor goederenvervoer in gebruik, er rijden in de zomermaanden af en toe toeristische treintjes van de Pingelheini Museumsbahn Bremen-Thedinghausen.

## Economie
De economie wordt nog grotendeels door de agrarische sector gedragen. Er is enig opkomend toerisme, en enig midden- en kleinbedrijf van niet meer dan regionaal belang.

## Bezienswaardigheden

### Erbhof Thedinghausen
In Thedinghausen staat, aan het riviertje de Eiter,  het in 1620 gebouwde kasteel de Erbhof. Deze was al van voor het jaar 1246 erfelijk eigendom van de heren Corlehake, leenmannen van de zowel met kerkelijke macht als met wereldlijke macht beklede aartsbisschoppen van Bremen. De toenmalige landsheer, de lutherse aartsbisschop Johan Frederik (1579-1634), logeerde in mei 1612 op de oude Erbhof ( die voor de huidige gebouwen plaats heeft gemaakt) bij de toenmalige eigenaar, Arnold Corlehake, en raakte verliefd op diens mooie, jonge en intelligente echtgenote Gertrud von Heimbruch. De liefde was wederzijds; de bisschop was veel jonger dan Arnold. In 1613 wist de aartsbisschop de Erbhof in eigendom te verkrijgen en hij benoemde Arnold Corlehake als tegenprestatie tot landdrost van de Ämter (districten) Thedinghausen en Langwedel. Al een jaar later, in 1614, overleed Arnold, en voor bisschop Johan Frederik was er geen beletsel meer voor zijn relatie met Gertrud.
In 1619 liet Johan Frederik een nieuw woonkasteel annex lustslot voor zijn geliefde bouwen, de huidige Erbhof. Helaas kwam in maart 1620 ook Gertrud te overlijden. De aartsbisschop liet het kasteel daarna iets uitgebreider uitbouwen, om het tot zijn eigen residentie te maken.
Het gebouw verrees in de overgangsstijl tussen de Wezerrenaissance en de vroege barok. In het midden van de voorgevel stak een toren met binnenin een wenteltrap uit, en aan de zijkant ontstonden twee zgn. Utluchten in vroege barokstijl. Dat zijn grote erkers, uitbouwen die van de grond af meerdere verdiepingen hoog zijn.
In het jaar 1621, direct na de voltooiing, schonk de aartsbisschop de Erbhof aan zijn zoon Friedrich (en na diens dood aan Christine, de zuster van Friedrich), die beiden uit een buitenechtelijke relatie van de aartsbisschop met een zekere Anna Dobbel geboren waren. Christine verkocht de Erbhof in 1649 aan de Zweedse graaf Arwed von Wittenberg (na 1648 was Bremen-Verden, waar Thedinghausen toe behoorde, een hertogdom van de koning van Zweden geworden). Daarna wisselde het kasteel vaak van eigenaar, soms ook als gevolg van faillissement. In 1998 verkreeg de bank Kreissparkasse Verden de Erbhof uit zo'n faillissement, en verkocht het kasteel een jaar later aan de Samtgemeinde Thedinghausen, die het cultuurhistorisch belangrijke gebouw sindsdien in eigendom heeft. Van 2011-2014 werd de Erbhof grondig gerestaureerd en voor rolstoelgebruikers toegankelijk gemaakt. Het kasteel is in gebruik als trouwlocatie en voor kleine concerten, culturele bijeenkomsten en vergaderingen. Het kasteel kan in beperkte mate op afspraak bezichtigd worden. Naast het kasteel staat een restaurant, dat de bij de geschiedenis van het gebouw zeer passende naam Romance draagt. Bij het kasteel is een 11 hectare groot park als arboretum ingericht (Baumpark Thedinghausen).

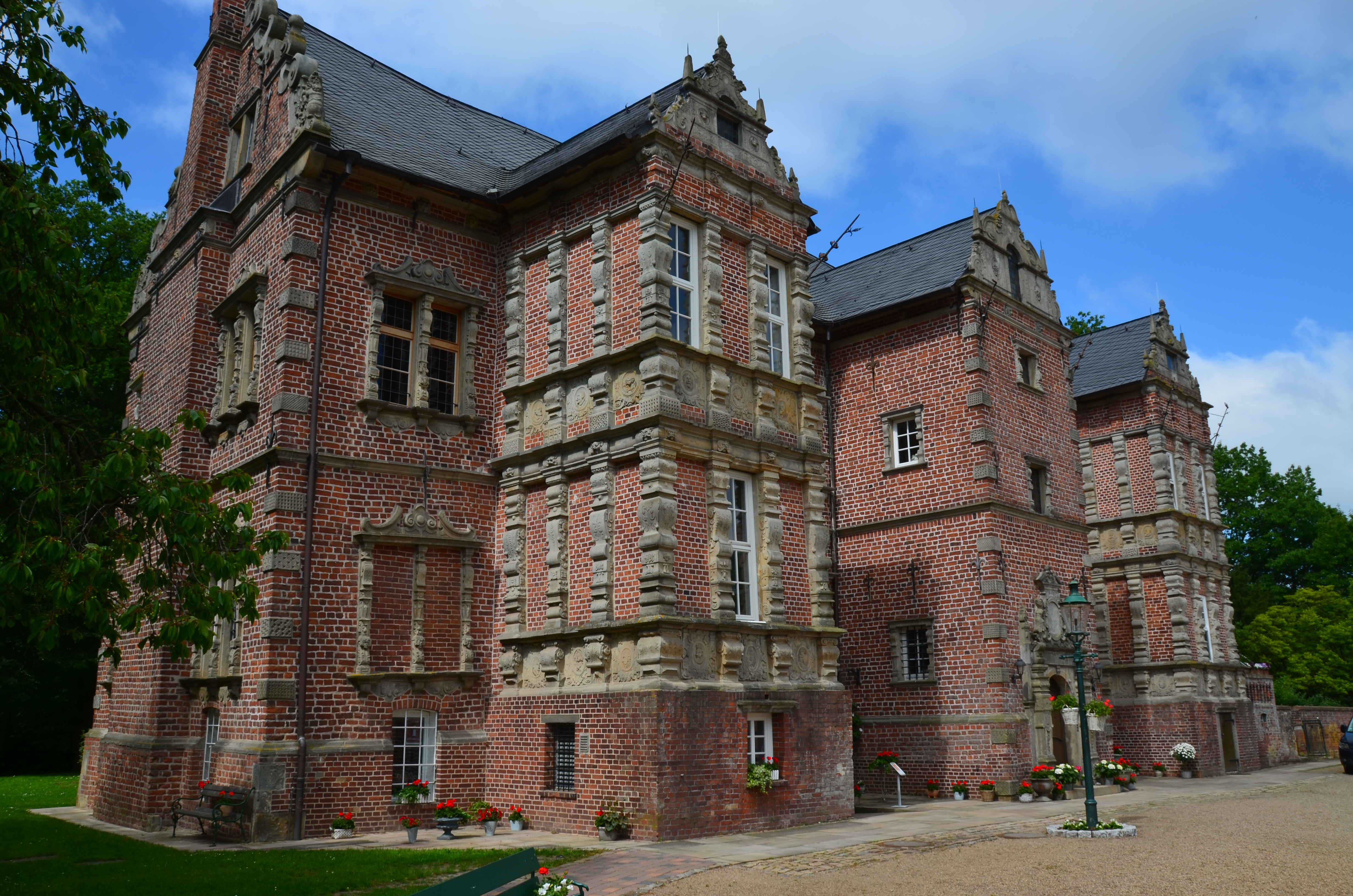
Oostgevel
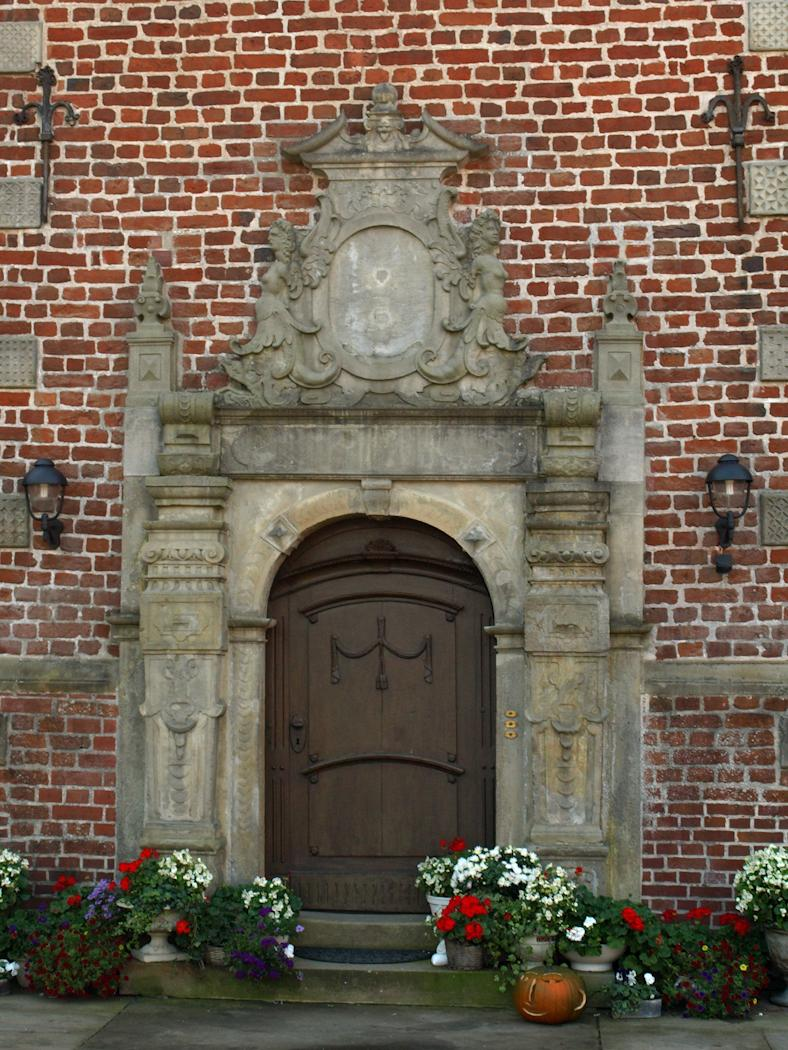
ingangsportaal
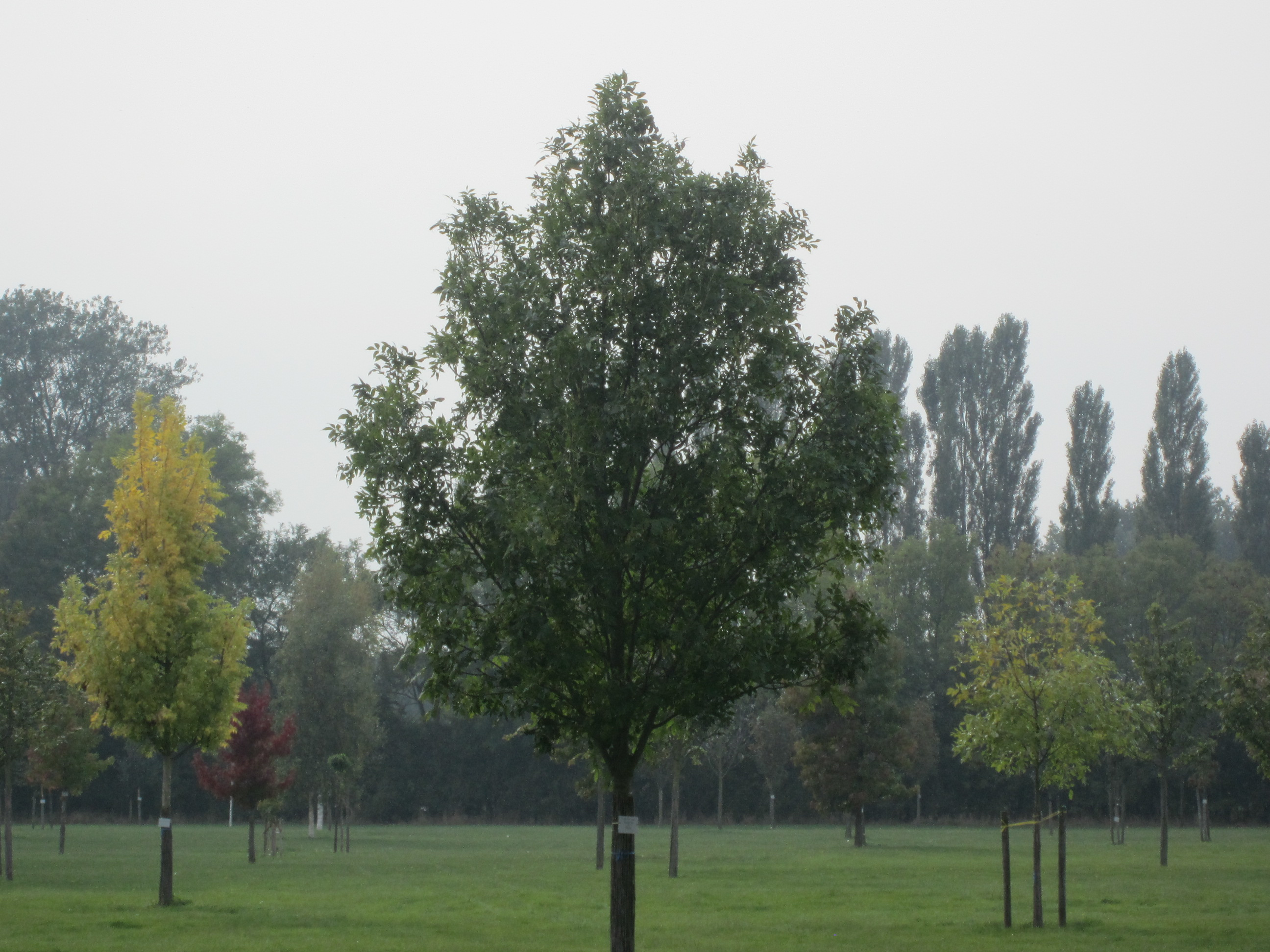
Baumpark (arboretum)

### Overige
- Raadhuis van de Samtgemeinde Thedinghausen, gevestigd in een uit de 18e eeuw daterend landhuis, Poggenburg (kikkerburg), met 19e-eeuwse duiventoren. Het gebouw was eerst een landhuis van de drost van de heersende aartsbisschop, later een herenboerderij en in de 19e en vroege 20e eeuw een bedrijfspand van een handelsonderneming. In de periode van het Derde Rijk werden ook in Thedinghausen alle joden gedeporteerd en omgebracht in de concentratiekampen. Te hunner gedachtenis is de duiventoren voorzien van een gedenkplaquette met de tekst: Das Geheimnis der Erlösung liegt in der Erinnerung. Unseren ehemaligen jüdischen Mitbürgern gewidmet. (Het geheim van de verlossing ligt in de herinnering. Aan onze voormalige Joodse medeburgers gewijd.)
- Monumentale, evangelisch-lutherse, neogotische kerken te Thedinghausen (1870) en Lunsen (1884).
- Fietstochten over de langeafstandsfietsroutes langs de Wezer

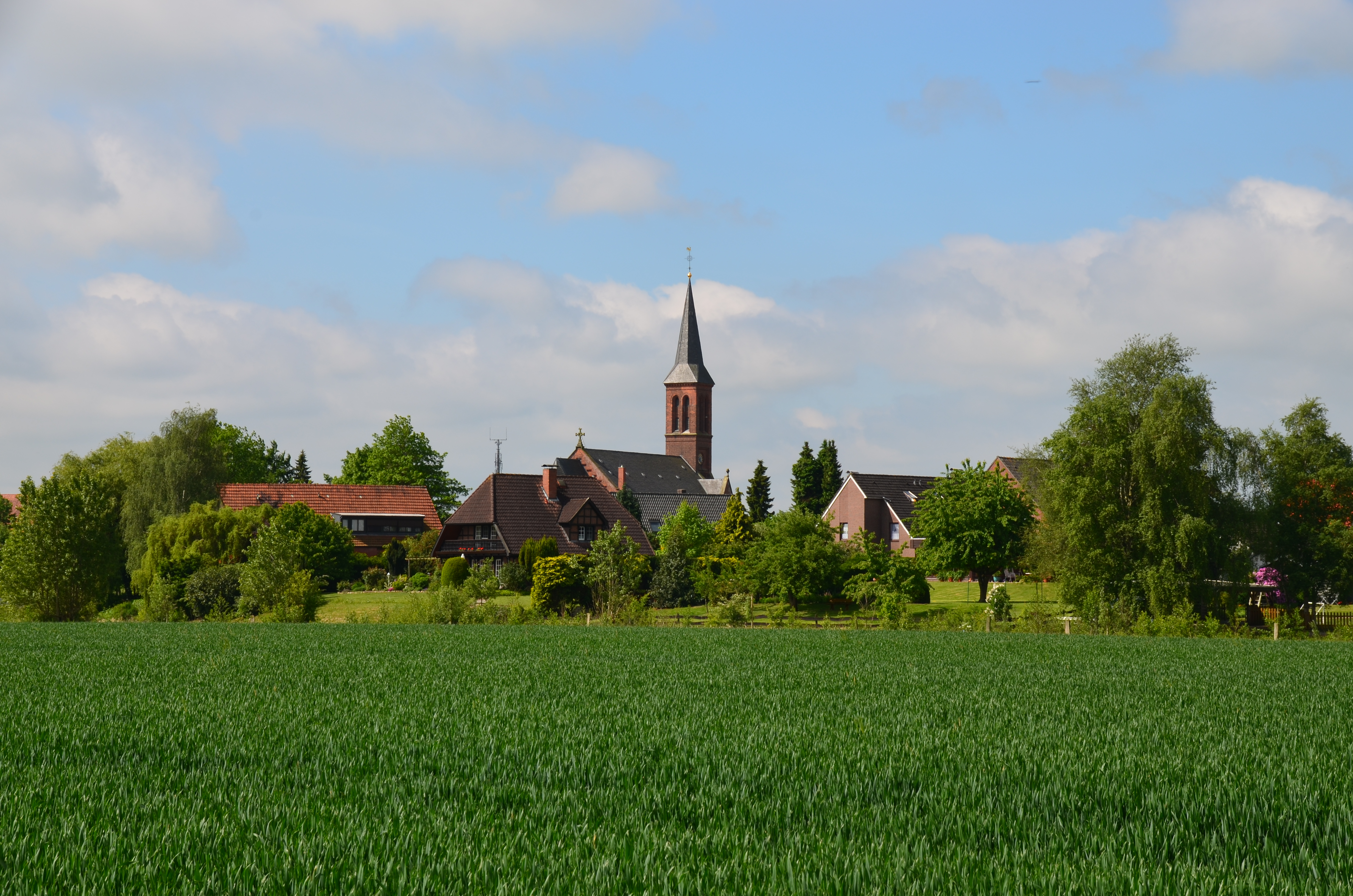
Uitzicht op de Maria-Magdalenakerk
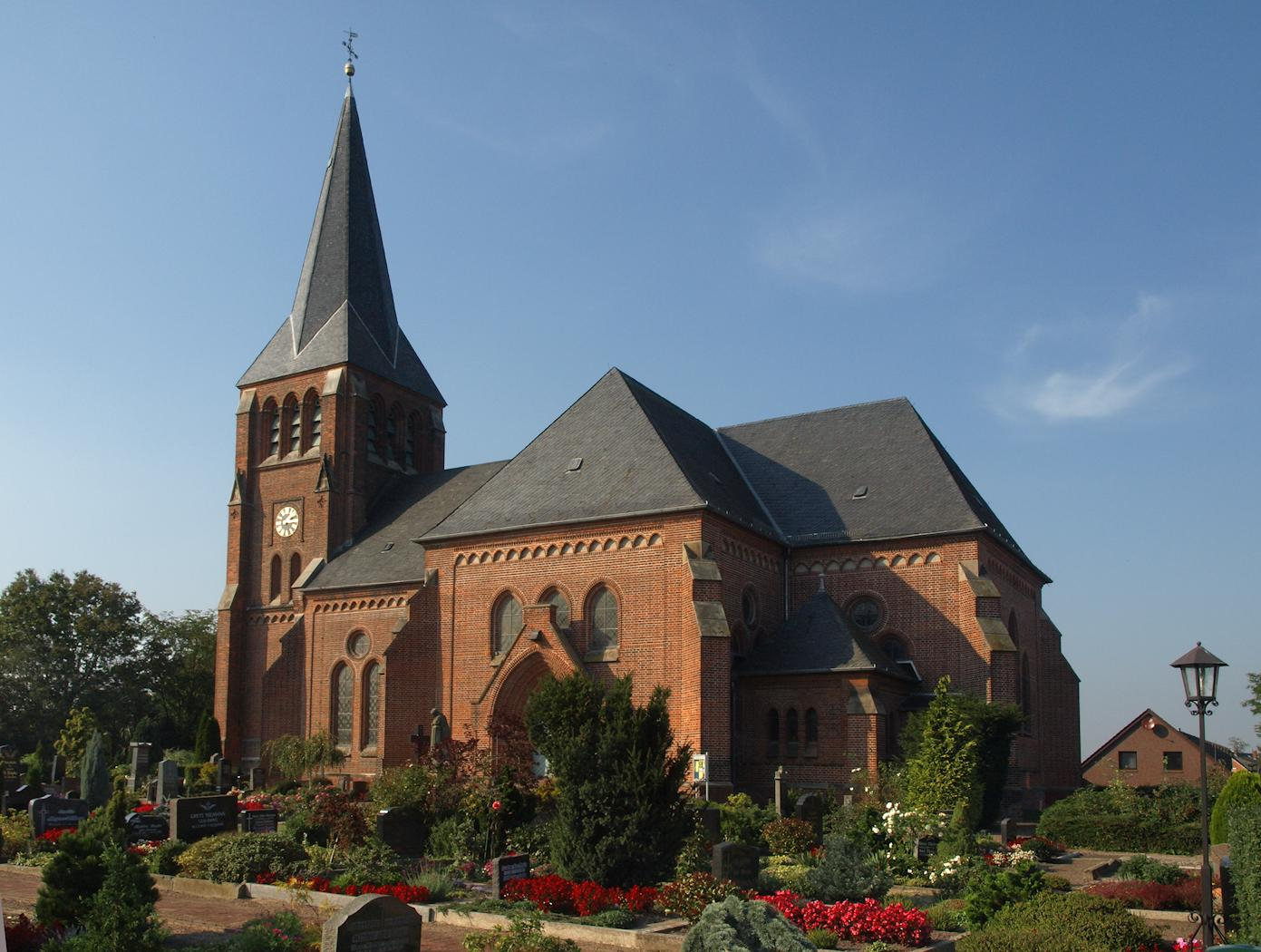
Kerk van Lunsen
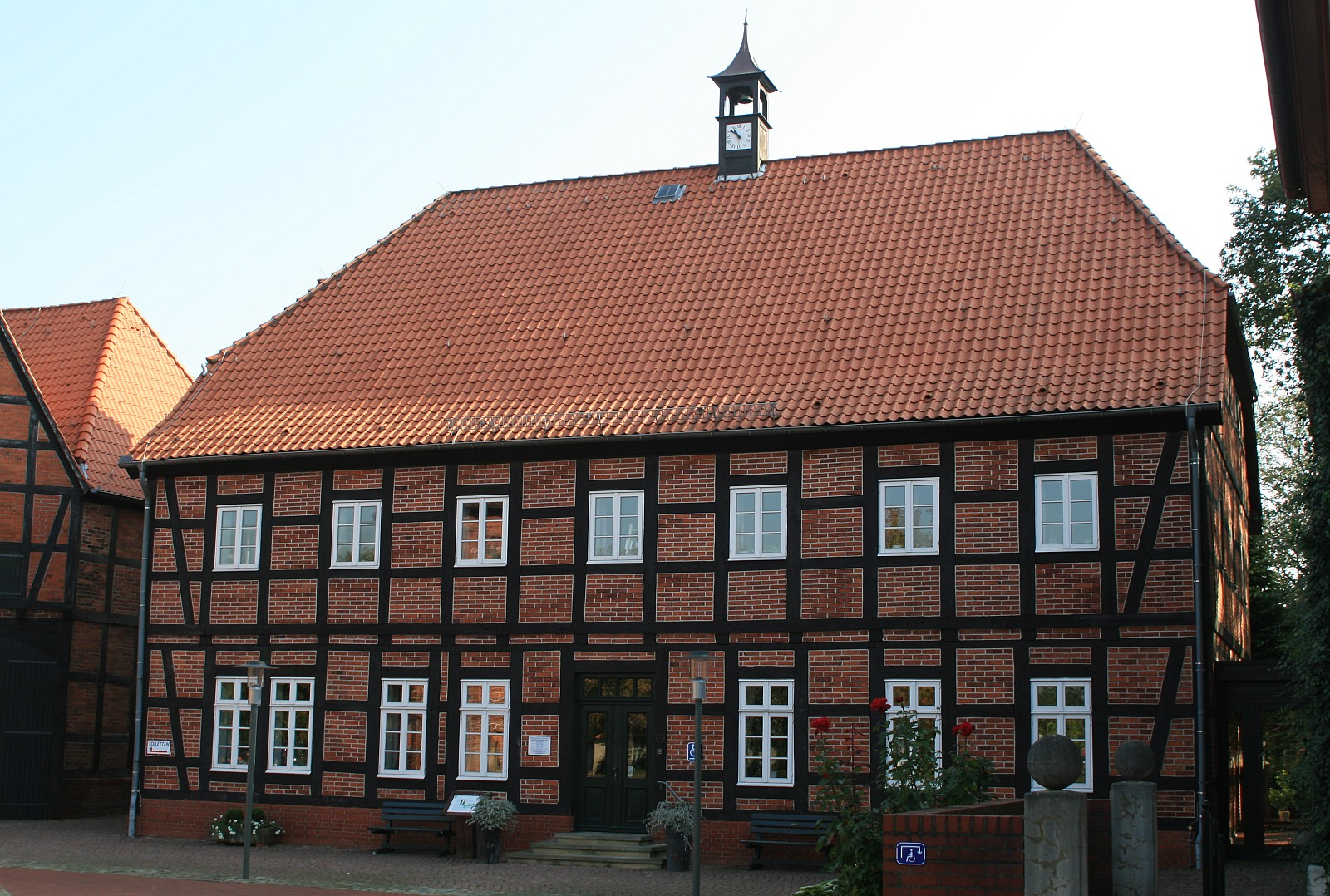
Raadhuis, voormalig pakhuis
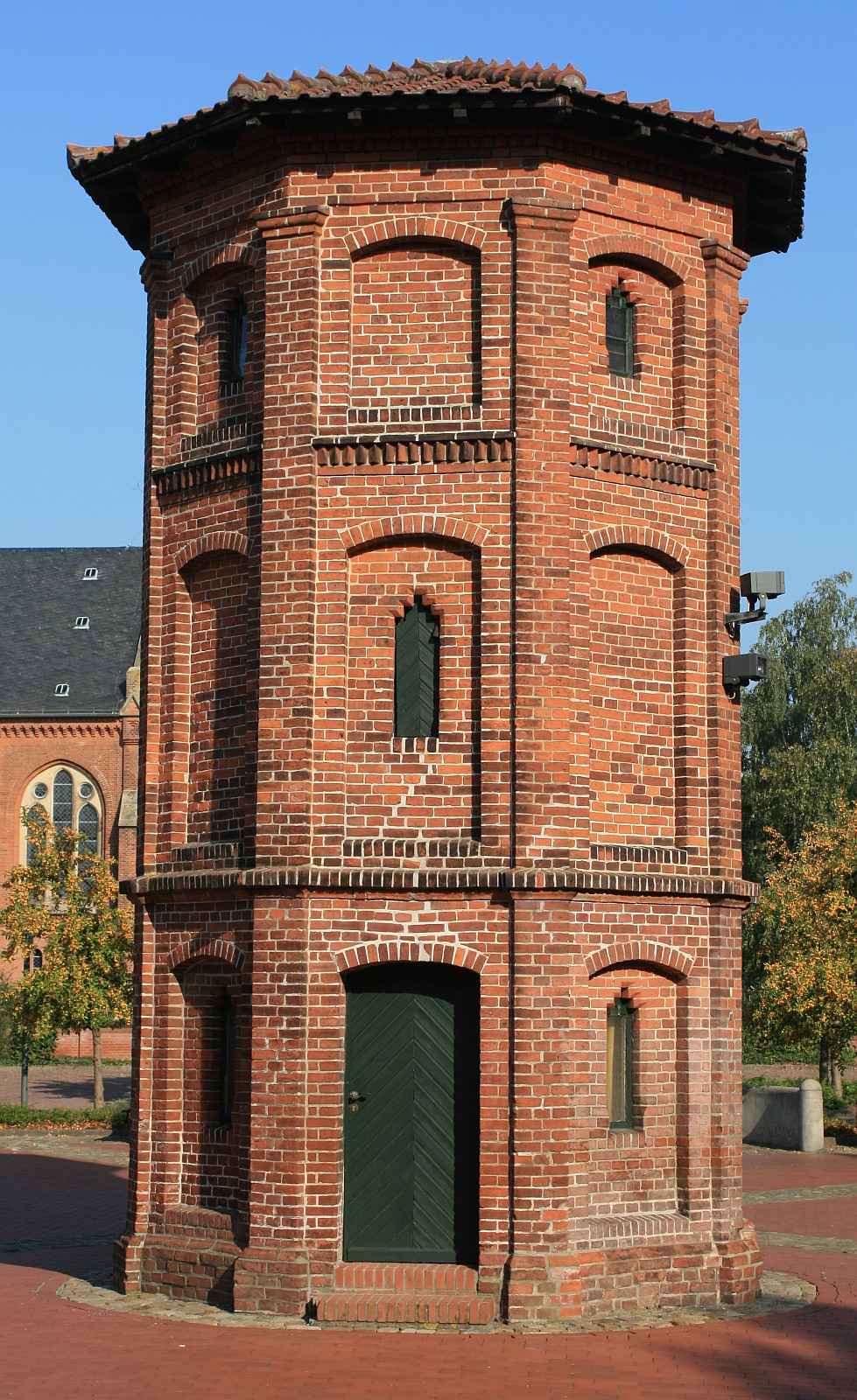
19e-eeuwse duiventoren bij het raadhuis